# Charles Gorman
Charles Gorman (1865 – New York, 25 gennaio 1928) è stato un attore statunitense del cinema muto.
Apparve in ottantasette film usciti tra il 1908 e il 1929.

## Biografia
Charles Gorman nacque nel 1865. Iniziò la sua carriera di attore cinematografico nel 1908 alla Biograph, entrando a far parte del team fisso di attori che lavoravano per David Wark Griffith. Da quel momento fino al 1912, Gorman girò tutti i suoi film diretto dal grande regista.

## Filmografia
- The Fatal Hour, regia di David Wark Griffith (1908)
- For Love of Gold, regia di David Wark Griffith (1908)
- For a Wife's Honor, regia di David Wark Griffith (1908)
- Father Gets in the Game, regia di David Wark Griffith   (1908)
- The Call of the Wild, regia di David Wark Griffith (1908)
- An Awful Moment, regia di David Wark Griffith (1908)
- The Cord of Life, regia di David Wark Griffith  (1909)
- The Girls and Daddy, regia di David Wark Griffith  (1909)
- At the Altar, regia di David Wark Griffith  (1909)
- A Change of Heart, regia di David Wark Griffith  (1909)
- The Blind Princess and the Poet, regia di David W. Griffith (1911)
- A Terrible Discovery, regia di David Wark Griffith (1911)
- The Old Bookkeeper, regia di David Wark Griffith (1912)
- Under Burning Skies , regia di David Wark Griffith (1912)
- The Girl and Her Trust, regia di David Wark Griffith (1912)
- Iola's Promise, regia di David W. Griffith – cortometraggio (1912)
- The Goddess of Sagebrush Gulch, regia di David Wark Griffith (1912)
- The Lesser Evil, regia di David Wark Griffith (1912)
- His Lesson, regia di D.W. Griffith  (1912)
- When Kings Were the Law, regia di David Wark Griffith (1912)
- Tomboy Bessie, regia di Mack Sennett (1912)
- Algy the Watchman, regia di Henry Lehrman (1912)
- Home Folks, regia di David Wark Griffith (1912)
- A Temporary Truce, regia di David Wark Griffith (1912)
- A Dash Through the Clouds, regia di Mack Sennett (1912)
- Black Sheep, regia di D.W. Griffith e Wilfred Lucas (1912)
- The Narrow Road, regia di David Wark Griffith (1912)
- The Inner Circle, regia di David Wark Griffith (1912)
- An Interrupted Elopement, regia di Mack Sennett (1912)
- With the Enemy's Help, regia di Wilfred Lucas (1912)
- The Chief's Blanket, regia di David Wark Griffith (1912)
- The Painted Lady, regia di David Wark Griffith (1912)
- A Sailor's Heart, regia di Wilfred Lucas (1912)
- The Massacre, regia di David W. Griffith (1912)
- The God Within, regia di David W. Griffith (1912)
- Broken Ways, regia di David Wark Griffith (1913)
- Fate (1913)
- The Left-Handed Man (1913)
- The Yaqui Cur (1913)
- A Timely Interception (1913)
- Red Hicks Defies the World
- Jenks Becomes a Desperate Character, regia di Dell Henderson (1913)
- Almost a Wild Man
- Her Mother's Oath
- The Reformers; or, The Lost Art of Minding One's Business, regia di David Wark Griffith (1913)
- The Enemy's Baby, regia di David Wark Griffith (1913)
- The Mistake, regia di David Wark Griffith (1913)
- The Adopted Brother, regia di David Wark Griffith (1913)
- The Chieftain's Sons, regia di Christy Cabanne (1913)
- His Inspiration, regia di Christy Cabanne (1913)
- By Man's Law, regia di Christy Cabanne (1913)
- The Blue or the Gray, regia di Christy Cabanne (1913)
- The Battle at Elderbush Gulch, regia di David Wark Griffith (1913)
- Her Wedding Bell, regia di Anthony O'Sullivan (1913)
- Out of the Air
- Environment, regia di Christy Cabanne (1914)
- False Pride
- Minerva's Mission
- Bubbling Water
- The Job and the Jewels
- Checkmate
- Checkmate (1915)
- The Electric Alarm
- Little Dick's First Case
- The Old Clothes Shop
- The Fortification Plans
- A Ten-Cent Adventure, regia di Sidney Franklin e Chester M. Franklin - cortometraggio (1915)
- The Straw Man, regia di Chester M. Franklin, Sidney Franklin (1915)
- The Little Orphans, regia di John Gorman (1915)
- The Indian Trapper's Vindication (1915)
- For Love of Mary Ellen, regia di Chester M. Franklin, Sidney Franklin (1915)
- The Doll-House Mystery, regia di Chester M. Franklin, Sidney Franklin (1915)
- The Gambler of the West (1915)
- I sette angeli di Ketty (Let Katie Do It), regia di C.M. Franklin e S.A. Franklin (1916)
- A Sister of Six, regia di C.M. Franklin e S.A. Franklin (1916)
- Children of the Feud, regia di Joseph Henabery (1916)
- The Babes in the Woods, regia di Chester M. Franklin e Sidney Franklin  (1917)
- Treasure Island, regia di Chester M. Franklin e Sidney Franklin (1918)
- The Girl with the Champagne Eyes, regia di C.M. Franklin (Chester M. Franklin) (1918)
- The Bride of Fear, regia di S.A. Franklin (1918)
- Confession, regia di Sidney Franklin (1918)
- Holy Smoke, regia di Jack White (1918)
- Bare Knuckles, regia di James P. Hogan (1921)
- The Primal Law, regia di Bernard J. Durning (1921)
- The Devil Within, regia di Bernard J. Durning (1921)
- The Gay Retreat
- Il richiamo della terra (The Far Call), regia di Allan Dwan (1929)